# Briviesca
Briviesca — gmina i miasto w Hiszpanii, we wspólnocie autonomicznej Kastylia i León, w prowincji Burgos. W 2009 liczyło 7937 mieszkańców. Znajduje się tu stacja kolejowa dla pociągów Regional Exprés i Diurno.

## Miasta partnerskie
- Santa Fe, Hiszpania
- San Roque, Hiszpania